# Ingo Schwichtenberg
Ingo Schwichtenberg (Hamburgo, 18 de maio de 1965 — Hamburgo, 8 de março de 1995) foi um dos fundadores da banda alemã de Power metal Helloween, em 1984, e seu baterista até 1993. É o autor da ideia e dos desenhos do ex-libris da banda: The Pumpkin (a abóbora).
Após quase uma década tocando no Helloween, começou a ter problemas de esquizofrenia e de depressão maníaca, desencadeados pela ingestão abusiva de bebidas alcoólicas, drogas, o que, segundo a banda, foi o fator responsável pelo seu suicídio.
A situação chegou ao seu limite no final de um concerto no Japão em 1993, quando Ingo teve uma forte crise psicótica, o que o levou a ser suspenso do Helloween até tratar a sua dependência de drogas, tendo que ser substituído por Richie Abdel Nabi (que tocou apenas até ao final da turnê) em plena digressão de promoção do trabalho Chameleon.
Após deixar o grupo e ser substituído por Uli Kusch, abandonou também a medicação psiquiátrica. O seu estado de saúde agravou-se após morte repentina do seu pai, o que fez com que mergulhasse na sua tristeza e que as crises esquizofrênicas tornassem-se mais frequentes.
Em Março de 1995, com 29 anos, pôs fim à própria vida atirando-se para debaixo das carruagens do metrô, na estação de Friedrichsberg, em Hamburgo.
Está enterrado no cemitério de Waldfriedhof Volksdorf, em Hamburgo.
Em 1996, seu ex-colega de banda, Michael Kiske (Helloween), dedicou-lhe algumas músicas, como "Always" e "Do I Remember a Life?", do álbum Instant Clarity. Em 1995 Kai Hansen (ex-integrante do Helloween) compôs a música "Afterlife" do disco Land Of The Free, de sua banda atual o Gamma Ray. Foi em 1996, também, que o Helloween dedicou-lhe o álbum The Time of the Oath.

## Discografia
Como baterista, participou nos seguintes álbuns dos Helloween:
- 1985 - Helloween
- 1985 - Walls of Jericho
- 1987 - Keeper of the Seven Keys: Part 1
- 1988 - Keeper of the Seven Keys: Part 2
- 1991 - Pink Bubbles Go Ape
- 1993 - Chameleon
- 2002 - Treasure Chest - Compilação
- 2017 - Sweet Seductions - Best Of - Compilação

Participou também como co-autor de alguns temas dos álbuns acima referidos.